# Sotvargspindel
Sotvargspindel (Pardosa paludicola) är en spindelart som först beskrevs av Carl Alexander Clerck 1757.  Sotvargspindel ingår i släktet Pardosa och familjen vargspindlar. Arten är reproducerande i Sverige. Inga underarter finns listade i Catalogue of Life.